# 湯布院駐屯地
湯布院駐屯地（ゆふいんちゅうとんち、JGSDF Camp Yufuin）は、大分県由布市湯布院町川上618-3に所在し、第2特科団等が駐屯する陸上自衛隊の駐屯地。

## 概要
駐屯地司令は、第2特科団長が兼務。
最寄の演習場は、十文字原演習場と日出生台演習場。湯布院駐屯地業務隊が日出生台演習場の管理を行っている。
由布院温泉に位置するため、駐屯地の浴場は温泉である。

## 沿革
陸上自衛隊湯布院駐屯地
- 1956年（昭和31年）1月26日：湯布院駐屯地開設[3]。開庁に際し、第4特車大隊、第4管区隊偵察中隊が健軍駐屯地から駐屯[4]。
- 1959年（昭和34年）3月25日：第314地区施設隊が竹松駐屯地から移駐[4]。
- 1961年（昭和36年）8月17日：第314地区施設隊が第5施設団隷下に編入。
- 1962年（昭和37年）
  - 7月28日：第4対戦車隊が編成[4]。
  - 8月15日：第4偵察中隊が第4偵察隊に改称。
  - 8月25日：第4偵察隊が福岡駐屯地に移駐。
- 1966年（昭和41年）
  - 3月9日：部隊移駐。

  1. 第4戦車大隊、第4対戦車隊が玖珠駐屯地に移駐。
  2. 第3特科群第111特科大隊が別府駐屯地から移駐[4]。

  - 10月25日：第21回国民体育大会のために来県した昭和天皇、香淳皇后が駐屯地に行幸啓[5]。
- 1977年（昭和52年）4月28日：

1. 第3特科群の主力が別府駐屯地から移駐[4]。
2. 第312武器野整備中隊が別府駐屯地から移駐[4]。

- 1989年（平成元年）3月24日：第314地区施設隊を廃止し、第2施設群隷下に第344施設中隊を新編。
- 1996年（平成08年）3月29日：第111特科大隊を廃止し、第128特科大隊を新編。
- 2002年（平成14年）3月27日：第128特科大隊を廃止し、第132特科大隊を新編。
- 2003年（平成15年）3月27日：西部方面特科隊の新編および第2施設群の改編。

1. 第3特科群を廃止・改編し、西部方面特科隊を新編。
2. 第5地対艦ミサイル連隊を西部方面特科隊に編合。
3. 第312武器野整備中隊を廃止・改編し、第101特科直接支援隊（西部方面特科隊を支援）を新編。
4. 第344施設中隊を廃止・改編し、第368施設中隊を新編[4]。

- 2015年（平成27年）3月26日：西部方面会計隊の改編に伴い、第394会計隊が廃止され、第404会計隊湯布院派遣隊が設置される。
- 2018年（平成30年）3月27日：西部方面特科隊および水陸機動団新編による部隊改編。

1. 第112特科大隊を廃止。
2. 第101特科直接支援隊第1直接支援小隊（第112特科大隊を支援）を廃止。
3. 水陸機動団特科大隊を新編。
4. 水陸機動団後方支援大隊特科直接支援小隊[6]（水陸機動団特科大隊を支援）を新編。

- 2019年（平成31年）3月26日：水陸機動団特科大隊第2射撃中隊を新編。
- 2023年（令和05年）
  - 3月16日：第302観測中隊を廃止。人員・装備等を西部方面特科連隊情報中隊に編入。
  - 3月17日：第132特科大隊を廃止・改編し、第301多連装ロケット中隊を新編。

- 2024年（令和06年）3月21日：部隊改編。

1. 西部方面特科隊を廃止し、第2特科団を新編[2][7]。
2. 西部方面後方支援隊第101特科直接支援隊を廃止・改編し、第102特科直接支援大隊（第2特科団を支援）を新編[8][9]。
3. 水陸機動団特科大隊第3射撃中隊を新編。
4. 湯布院駐屯地司令職を西部方面特科隊長から第2特科団長に移管[1]。

- 2025年（令和07年）3月24日：

1. 第2特科団隷下に第8地対艦ミサイル連隊を新編。
2. 第101特科直接支援隊隷下に第4直接支援中隊（第8地対艦ミサイル連隊を支援）を新編。

## 駐屯部隊

### 西部方面隊直轄部隊
- 第2特科団
  - 第2特科団本部
  - 第2特科団本部中隊
  - 第301多連装ロケット中隊
  - 第8地対艦ミサイル連隊
- 第5施設団
  - 第2施設群
    - 第368施設中隊
- 西部方面後方支援隊
  - 第102特科直接支援大隊：第2特科団を支援
    - 第102特科直接支援大隊本部付隊
    - 整備隊：第2特科団直轄部隊を支援等
    - 第4直接支援中隊：第8地対艦ミサイル連隊を支援

  - 第103施設直接支援大隊
    - 第1直接支援中隊
      - 湯布院派遣隊：第368施設中隊を支援
- 西部方面システム通信群
  - 第102基地システム通信大隊
    - 第304基地通信中隊
      - 湯布院派遣隊
- 西部方面会計隊
  - 第404会計隊
    - 湯布院派遣隊
- 湯布院駐屯地業務隊

### 陸上総隊直轄部隊
- 水陸機動団
  - 水陸機動団特科大隊
  - 水陸機動団後方支援大隊
    - 第2整備中隊
      - 特科直接支援小隊：水陸機動団特科大隊を支援

### 防衛大臣直轄部隊
- 警務隊
  - 西部方面警務隊
    - 第134地区警務隊
      - 湯布院派遣隊

### 共同の機関
- 自衛隊大分地方協力本部
  - 湯布院援護センター

## 過去の駐屯部隊
移駐
- 第4戦車大隊：1956年（昭和31年）1月26日から1966年（昭和41年）3月8日の間。玖珠駐屯地に移駐。
- 第4対戦車隊：1962年（昭和37年）7月28日から1966年（昭和41年）3月8日の間。玖珠駐屯地に移駐。

廃止
- 第314地区施設隊：1959年（昭和34年）3月25日から1989年（平成元年）3月23日の間。第344施設中隊に改編。

- 第111特科大隊：1966年（昭和41年）3月9日から1996年（平成08年）3月28日の間。第128特科大隊に改編。
- 第128特科大隊：1996年（平成08年）3月29日から2002年（平成14年）3月の間。第132特科大隊に改編。
- 第3特科群：1977年（昭和52年）4月28日から2003年（平成15年）3月26日の間。西部方面特科隊に改編。
- 第112特科大隊：1977年（昭和52年）4月28日から2018年（平成30年）3月26日の間。
- 第101特科直接支援隊第1直接支援小隊：2003年（平成15年）3月27日から2018年（平成30年）3月26日の間。
- 第302観測中隊：1977年（昭和52年）4月28日から2023年（令和5年）3月16日の間。西部方面特科連隊情報中隊に統合。
- 第132特科大隊：2002年（平成14年）3月から2023年（令和5年）3月16日の間。第301多連装ロケット中隊に改編。
- 西部方面特科隊：2003年（平成15年）3月27日から2024年（令和6年）3月21日の間。第2特科団に改編。
- 第101特科直接支援隊：2003年（平成15年）3月27日から2024年（令和6年）3月21日の間。第102特科直接支援大隊に改編。

## 最寄の幹線交通
- 高速道路：大分自動車道湯布院IC
- 一般道：国道210号、大分県道・熊本県道11号別府一の宮線、大分県道50号安心院湯布院線、大分県道216号別府湯布院線、大分県道617号鳥越湯布院線
- 鉄道：JR九州久大本線由布院駅
- 港湾：大分港・別府港・佐伯港（重要港湾）
- 飛行場：大分空港・大分県央飛行場

## 展示装備・その他
駐屯地内では駐屯部隊が装備していた退役装備が展示されており、74式戦車、203mm榴弾砲、75式130mm自走多連装ロケット弾発射機が展示されている。
また、SNSを活用し、駐屯地内で飼育しているカモをマスコットキャラクターとして広報を行っている。